# Боровская, Анна Мария
А́нна Мари́я Боро́вская (пол. Anna Maria Borowska, 29 июля 1928 года, Лужки, Польша — 10 апреля 2010, Смоленск, Россия) — польский общественный деятель, вице-президент общества «Федерация катынских семей» в Гожуве-Велькопольском, жертва авиакатастрофы в Смоленске 2010 года.

## Биография
Дочь Францишека Поплавского, подпоручика Корпуса охраны пограничья, убитого в 1940 году в Катыни. В детском возрасте вместе с семьёй Анна Мария Боровская была вывезена в Казахстан, откуда возвратилась на родину в мае 1946 года.
Погибла 10 апреля 2010 года в авиакатастрофе под Смоленском вместе со своим внуком Бартошем Боровским.
20 апреля 2010 года была похоронена вместе с внуком на муниципальном кладбище в Гожуве-Велькопольском.

## Память
1 апреля 2011 года в церкви Святейшего Сердца Иисуса в Гожуве-Велькопольском была установлена мемориальная табличка в память о Анне Марии Боровской.

## Награды
- 29 ноября 2007 года была награждена Лехом Качинским золотым Крестом Заслуги[4];
- 16 апреля 2010 года награждена посмертно кавалерским крестом Ордена Возрождения Польши[5].